# Алашань (аймак)
Алаша́нь (кит. упр. 阿拉善盟, пиньинь Ālāshàn Méng; монг. alsha ayimag, мон.кир. Алшаа аймаг) — один из трёх аймаков Внутренней Монголии. Власти аймака размещаются в посёлке Баян-Хото (старое название: кит. упр. 定远营, пиньинь Dingyuanying) в хошуне Алашань-Цзоци.

## География
Большую часть аймака занимает пустыня Алашань, северные районы относятся к пустыне Гоби.
Граничит с Монголией на севере, городскими округами Баян-Нур на северо-востоке, Ухай и Ордос на востоке, Нинся-Хуэйским автономным районом на юго-востоке и провинцией Ганьсу на юге и западе.

## История
При империи Цин здесь были хошуны Алашань и Эдзин-Турху, подчинённые непосредственно пекинскому Лифаньюань.
Во времена Китайской республики эти земли формально были включены в состав провинции Нинся. В 1949 году Особый 
хошун Эдзин-Турху был переименован в хошун Эдзин.
В апреле 1954 года в составе провинции Нинся был образован Монгольский автономный район (蒙古自治区), в состав которого вошли хошун Алашань и уезд Дэнкоу. В октябре того же года, в связи с расформированием провинции Нинся и включением её территории в состав провинции Ганьсу, Монгольский автономный район также перешёл в состав провинции Ганьсу. В марте 1955 года Монгольский автономный район был переименован в Монгольскую автономную область (蒙古自治州), а в ноябре — в Баиньхото-Монгольскую автономную область (巴音浩特蒙族自治州).
В феврале 1956 года был образован аймак Баян-Нур (巴彦淖尔盟), в состав которого вошли хошуны Алашань, Эдзин, уезд Дэнкоу и город Баян-Хото; аймак вошёл в состав Автономного района Внутренняя Монголия. В апреле 1958 года к аймаку Баян-Нур был присоединён административный район Хэтао (河套行政区); в августе того же года был расформирован город Баян-Хото, а его территория стала уездом. В апреле 1961 года хошун Алашань был разделён на хошуны Алашань-Цзоци и Алашань-Юци.
В июле 1969 года хошун Алашань-Цзоци был передан в состав Нинся-Хуэйского автономного района, а хошуны Эдзин-Ци и Алашань-Юци — в состав провинции Ганьсу. В июле 1979 года эти три хошуна опять собрались в составе Внутренней Монголии, будучи подчинёнными непосредственно правительству автономного района.
В апреле 1980 года был создан подчинённый правительству автономного района хошун Алашань, объединивший Алашань-Цзоци, Алашань-Юци и Эдзин-Ци.

## Население
В 2000 году в аймаке проживало 196 279 человек. Алашань — самый малонаселённый район Внутренней Монголии.
| Народность        | Численность | Доля    |
| ----------------- | ----------- | ------- |
| Ханьцы            | 140 900     | 71,79 % |
| Монголы           | 44 630      | 22,74 % |
| Хуэйцы            | 9 331       | 4,75 %  |
| Маньчжуры         | 952         | 0,49 %  |
| Тибетцы           | 146         | 0,07 %  |
| Ту                | 68          | 0,03 %  |
| Дауры             | 67          | 0,03 %  |
| Другие народности | 185         | 0,09 %  |

## Административное деление
Алашань делится на три хошуна:
| Карта                                                   | Карта            | Карта                       | Карта                | Карта            | Карта         | Карта                                 |
| ------------------------------------------------------- | ---------------- | --------------------------- | -------------------- | ---------------- | ------------- | ------------------------------------- |
| Карта административного деления аймака Алашань (Китай). |                  |                             |                      |                  |               |                                       |
| №                                                       | Русское название | Китайское название          | Монгольское название | Население (2004) | Площадь (км²) | Место размещения властей              |
| 1                                                       | Алашань-Цзоци    | 阿拉善左旗 (Ālāshàn Zuǒ qí) | Алшаа Зүүн хошуу     | 140 тыс.         | 80 412        | Баян-Хото (Bayan Hot, 巴彦浩特镇)     |
| 2                                                       | Алашань-Юци      | 阿拉善右旗 (Ālāshàn Yòu qí) | Алшаа Баруун хошуу   | 20 тыс.          | 72 556        | Эхэн-Худук (Ehen Hudug, 额肯呼都格镇) |
| 3                                                       | Эдзин-Ци         | 额济纳旗 (Éjìnà qí)         | Эзнээ хошуу          | 20 тыс.          | 114 606       | Далайн-Хоб (Dalai Hub, 达来呼布镇)    |

## Экономика
В пустыне развито отгонное животноводство верблюдов. 